# Ijimaia dofleini
Ijimaia dofleini is een straalvinnige vissensoort uit de familie van diepzeekwabben (Ateleopodidae). De wetenschappelijke naam van de soort is voor het eerst geldig gepubliceerd in 1905 door Sauter.